# Ricardo Feller
Ricardo Feller (* 1. Juni 2000 in Aarau) ist ein schweizerischer Automobilrennfahrer. Er fährt seit 2022 in der DTM, in der Vergangenheit war er im ADAC GT Masters und in der GT World Challenge aktiv.

## Karriere
2011 startete Feller in der Supermini-Klasse des Schweizer Bridgestone-Cups, einem Wettbewerb für Kartjunioren. Im Folgejahr belegte er den zweiten Platz der Gesamtwertung der Schweizer-Kartmeisterschaft (Klasse: Supermini). 2016 schloss er sich dem Formel-4-Team von Mücke Motorsport in der ADAC-Formel-4-Meisterschaft an.
2021 gewann Feller gemeinsam mit Christopher Mies im Audi R8 den Gesamtsieg im ADAC GT Masters für das Team Montaplast by Land-Motorsport. Seinen ersten DTM-Sieg errang er am 19. Juni 2022 in Imola.

## Statistik

### Karrierestationen
| - 2011: Kartsport - 2016: ADAC Formel 4 Deutschland - 2017–2019, 2021 ADAC GT Masters - 2022: DTM (Platz 15) - 2023: DTM (Platz 3) - 2024: DTM (Platz 11) |

### Sebring-Ergebnisse
| Jahr | Team                          | Fahrzeug        | Teamkollege  | Teamkollege      | Platzierung | Ausfallgrund |
| ---- | ----------------------------- | --------------- | ------------ | ---------------- | ----------- | ------------ |
| 2019 | Montaplast by Land Motorsport | Audi R8 LMS GT3 | Daniel Morad | Christopher Mies | Rang 22     |              |